# Insel (album)
Insel – czwarty studyjny album niemieckiego pop rockowego zespołu Juli, który został wydany 3 października 2014 r. przez Polydor oraz Island Records.

## Lista utworów[1]
| #   | Tytuł                  |      | Autor                                      |
| --- | ---------------------- | ---- | ------------------------------------------ |
| 1.  | Insel                  | 4:10 | Eva Briegel, Jonas Pfetzing, Simon Triebel |
| 2.  | Wenn sich alles bewegt | 4:43 | Briegel, Pfetzing, Triebel                 |
| 3.  | Wasserfall             | 3:20 | Briegel, Pfetzing, Triebel                 |
| 4.  | Nichts brauchen        | 3:33 | Briegel, Pfetzing, Triebel                 |
| 5.  | Eines Tages            | 3:50 | Briegel, Pfetzing, Triebel                 |
| 6.  | Hallo Hallo            | 4:00 | Briegel                                    |
| 7.  | Jetzt                  | 3:07 | Briegel, Pfetzing, Triebel                 |
| 8.  | 2004                   | 4:15 | Briegel, Pfetzing, Triebel                 |
| 9.  | Es ist nicht viel      | 3:47 | Briegel, Pfetzing, Triebel, Jonas Schubert |
| 10. | Plattenbau             | 3:27 | Briegel, Pfetzing, Triebel                 |
| 11. | Wenn das alles ist     | 2:34 | Briegel, Pfetzing, Triebel                 |
| 12. | So fest ich kann       | 5:11 | Briegel, Pfetzing, Triebel                 |

## Pozycje na listach przebojów
| Kraj       | Najwyższa pozycja |
| ---------- | ----------------- |
| Niemcy     | 10.               |
| Austria    | 66.               |
| Szwajcaria | 73.               |